# شاهنامه چاپ بروخیم
شاهنامه چاپ بروخیم تصحیح و ویرایشی از کتاب شاهنامهٔ ابوالقاسم فردوسی است که توسط انتشارات بروخیم در سال ۱۳۱۵ در ۱۰ جلد به چاپ رسید. انتشار شاهنامهٔ چاپ بروخیم سبب توجه بیش از پیش به شاهنامه شد و پس از آن بود که گروهی از پژوهشگران روس در شوروی دست‌اندرکار انتشار نسخه‌ای دیگر از این کتاب شدند. شاهنامهٔ چاپ بروخیم تصحیح مستقل و جدیدی از شاهنامه به شمار نمی‌آید و تنها به دلیل نفیس بودن، تقارن انتشار آن با جشن‌های هزارهٔ فردوسی و ارائهٔ نسخه‌ای منسجم از روایات در زمان خود اثری با اهمیت به شمار می‌آمد و امروزه تنها اهمیتی تاریخی دارد.

## انتشار چاپ بروخیم
در سال ۱۳۱۳ مجموعه جشن‌هایی به مناسبت هزارمین سالگرد تولد ابوالقاسم فردوسی توسط حکومت پهلوی اول در تهران، طوس و شهرهای دیگر ایران برگزار شد. در همان زمان و از سال ۱۳۱۱ گروهی از پژوهشگران ادبیات به تدوین نسخه‌ای از شاهنامه مشغول بودند که در سال ۱۳۱۵ از طرف انتشارات بروخیم در تهران به چاپ رسید و به شاهنامهٔ چاپ بروخیم معروف شد. در تدوین این نسخه از شاهنامه،نسخهٔ ترنر ماکان و ژول مول نقش داشتند. جلد نخست چاپ بروخیم با تصحیح مجتبی مینوی، جلد دو تا پنج توسط عباس اقبال، جلد شش توسط سلیمان حییم و جلد هفت، هشت، نه و ده توسط سعید نفیسی تصحیح و منتشر شد. شاهنامهٔ چاپ بروخیم حدود ۱۰۰ پرده نقاشی را نیز به‌همراه داشت و تا پیش از چاپ مسکو نسخه معتبرترین نسخهٔ شاهنامه به شمار می‌آمد.
شاهنامهٔ چاپ بروخیم برپایهٔ تصحیح یوهان فولرس (Joannes A.Vullers) چاپ شده و در آن به اختلافات با دو تصحیح متعلق به ترنر ماکان و ژول مل نیز اشاره شده‌است. انتقاد وارد بر شاهنامهٔ چاپ بروخیم این بوده که این نسخه تصحیح جدید و مستقلی به شمار نمی‌آید.